# Felix Neureuther
Felix Neureuther, född 26 mars 1984 i Garmisch-Partenkirchen i dåvarande Västtyskland, är en tysk alpin skidåkare som främst tävlar i slalom och storslalom. Han är son till de förra tyska alpina skidåkarna Rosi Mittermaier och Christian Neureuther.
Neureuther har deltagit i sex världsmästerskap och två olympiska spel. Han var med i det tyska laget som vann guld i lagtävlingen vid VM 2005. I VM 2009 kom han på fjärde plats i slalom. VM 2013 tog han silver i slalom. 
I världscupen har Neureuther hittills 11 segrar, den senaste kom den 17 januari 2015 i Wengen. Hans första seger i storslalom kom den 11 januari 2014.

## Världscupsegrar (11)
| Datum            | Plats                  | Gren            |
| ---------------- | ---------------------- | --------------- |
| 24 januari 2010  | Kitzbühel              | Slalom          |
| 13 mars 2010     | Garmisch-Partenkirchen | Slalom          |
| 1 januari 2013   | München                | Parallellslalom |
| 20 januari 2013  | Wengen                 | Slalom          |
| 17 mars 2013     | Lenzerheide            | Slalom          |
| 6 januari 2014   | Bormio                 | Slalom          |
| 11 januari 2014  | Adelboden              | Storslalom      |
| 24 januari 2014  | Kitzbühel              | Slalom          |
| 9 mars 2014      | Kranjska Gora          | Slalom          |
| 22 december 2014 | Madonna di Campiglio   | Slalom          |
| 17 januari 2015  | Wengen                 | Slalom          |